# Felix Geisheim
Karl Adam Felix Geisheim (* 21. August 1821 in Breslau; † 8. März 1893 in Magdeburg) war ein deutscher Archivar und Historiker.

## Leben
Er war der Sohn des Breslauer Gymnasiallehrers Carl Wilhelm Geisheim und dessen Ehefrau Johanne Albertine Emilie Kaepke. Nach dem Schulbesuch studierte er in seiner Heimatstadt und ein Jahr an der Universität Berlin. In Halle promovierte er zum Dr. phil.
1867 wurde er hauptamtlicher wissenschaftlicher Archivar im Stadtarchiv Mühlhausen. 
1872 nahm er als Archivsekretär die Ordnung und Repertorisierung des Stadtarchivs Halberstadt vor. Nachdem er mehrere Jahre am Archiv in Hannover gearbeitet hatte, wurde er 1877 zum Königlichen Staatsarchiv in Magdeburg versetzt. Dort erarbeitet er u. a. mit George Adalbert von Mülverstedt die Regesta Archiepiscopatus Magdeburgensis und half ihm bei der Erstellung der Regesta Stolbergica.
1883 übernahm er von der Historischen Kommission der Provinz Sachsen den Auftrag, Wüstungskunden zu erstellen. Er wollte mit den Wüstungen des Nordthüringgaus beginnen, die er von seiner Tätigkeit in Mühlhausen noch bestens kannte. Allerdings schritten die Arbeiten nur langsam voran, so dass er 1888 einen zweiten Mitarbeiter zur Seite gestellt bekam. Die Zusammenarbeit entwickelte sich jedoch nicht positiv, so dass der entsprechende Band erst 1899 letztendlich ohne Geisheims Beteiligung erscheinen konnte.
1892 trat Geisheim in Magdeburg als Königlicher Staatsarchivar I. Klasse in den Ruhestand. Seine Stelle übernahm Georg Winter aus Marburg.
Geisheim war dreimal verheiratet. Sein gleichnamiger Sohn wurde Konditor und starb 1901 in Berlin.

## Werke (Auswahl)
- (Hrsg.): Berliner Namenbüchlein. Scherz und Ernst aus dem Allgemeinen Wohnungs-Anzeiger für Berlin und Umgebungen auf das Jahr 1855. Berlin 1855.
- Die Hohenzollern am heiligen Grabe zu Jerusalem, insbesondere die Pilgerfahrt der Markgrafen Johann und Albrecht von Brandenburg im Jahre 1435, aus den Quellen bearbeitet. Besser, Berlin 1855.
- Regesten der Herren von Borch. 1872.
- (Hrsg.): Geschichtsblätter für Stadt und Land Magdeburg. Magdeburg 1872.
- mit anderen Autoren: Regesta Archiepiscopatus Magdeburgensis. 1876.